# Salvador Luna Ibarra
Salvador Luna Ibarra (Dolores Hidalgo, Guanajuato, México; 4 de abril de 1921-Ciudad de México; 4 de julio de 2016)
fue un reconocido locutor de radio mexicano, laboró en varias difusoras de radio en México, la más popular fue la XEJP-AM 1150 kHz en la Ciudad de México con el formato "El Fonógrafo"

## Reseña biográfica

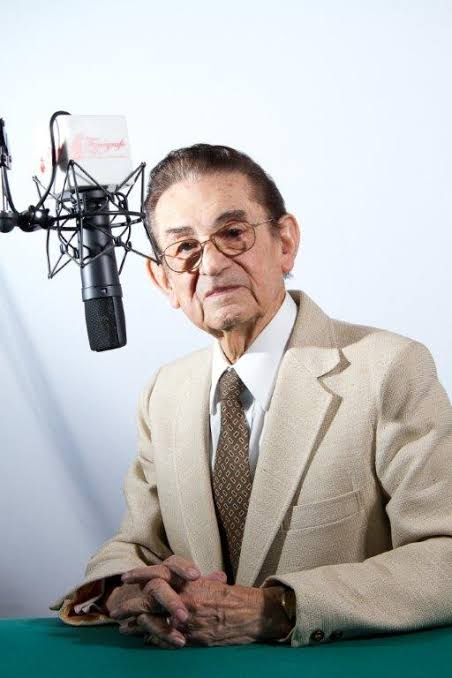
Don Salvador Luna Ibarra en cabina

Nació el 4 de abril de 1921. Durante más de 70 años, Don Chavita (como le decían cariñosamente) prestó su voz como locutor, de los cuales trabajó 60 años en el Grupo Radio Centro.
Luna Ibarra comenzó su carrera como locutor en 1943, en la emisora XEJX, de la ciudad de Querétaro, también trabajó en las emisoras XEN y XEPH, posteriormente colaboró por 8 años en el programa “El Club de la Escoba y el Plumero."
También fue pionero en la televisión, junto con Guillermo González Camarena, con quien trabajó en XHGC canal 5 de televisión.
En sus programas radiales hablaba con sus radioescuchas, recitaba poemas, platicaba anécdotas y datos curiosos.
En el año 1959 comenzó a trabajar en Grupo Radio Centro, donde colaboró como locutor, reportero, director de noticieros y gerente de relaciones públicas.
ingresó a Radio Programas de México (hoy conocida como Radio RED) en el noticiario Cuestión de Minutos, y como actor de radionovelas. colaboró también como locutor, director artístico de la emisora Radio Éxitos, reportero, jefe y director de noticieros y Gerente de Relaciones Públicas. Recientemente se desempeñó como locutor y voz institucional de El Fonógrafo 1150 AM.
falleció el 4 de julio de 2016 dejando un legado como uno de los comunicadores pioneros en México.

## Distinciones
- Mención (premio nacional de locución, 2009)